# Théorie du signal (biologie)
Pour les articles homonymes, voir Théorie du signal.

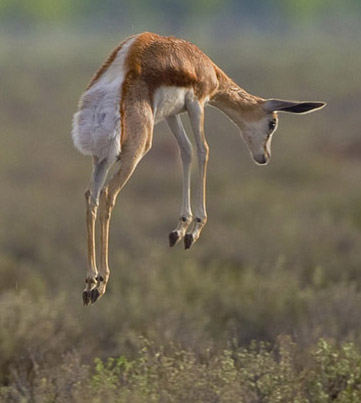
Le comportement de stotting (des sauts sur place) d'un springbok (Antidorcas marsupialis) signale à ses éventuels prédateurs (comme les guépards) qu'il est jeune et en bonne santé et qu'il ne vaut donc pas la peine d'être chassé : c'est un signal honnête (puisqu'il est effectivement difficile d'imaginer que l'individu puisse manifester ce comportement en étant diminué).

Dans le cadre de la biologie évolutive, la théorie du signal est une approche théorique examinant la communication entre les individus, à la fois au sein des espèces et entre les espèces. La question centrale est de savoir quand les organismes ayant des intérêts contradictoires, comme dans la sélection sexuelle, devraient être censés fournir des signaux « honnêtes » (aucune présomption étant faite d'intention consciente) plutôt que de « tricher ». Les modèles mathématiques permettent de mettre en évidence des cas où la signalisation, d'apparence coûteuse, peut participer d'une stratégie évolutivement stable.